# شون مينديز
شون بيتر رول مينديز (بالإنجليزية: Shawn Mendes)‏؛ (ولدّ 8 أغسطس 1998) هو مغنٍ كندي. بدأ نجاحه سنة 2013، حينما بدأ في نشر أغاني غلاف على تطبيق مشاركة الفيديو الشهير فاين (تطبيق محمول). في العام التالي، لفت انتباه مدير الفنانين أندرو غيرلتر وآيلاند ريكوردز زيغي شارتون الأمر الذي قاده إلى التوقيع مع شركة تسجيل.
أطلق مينديز أول أغنية منفردة له "life of the party" التي نجحت في موطنه كندا وكذلك العالم. متابعة لإطلاق أغنية حياة الاحتفال، فقد أصدر ألبوم قصير وألبوم إستوديو، وأدّى جولة منفردة ناجحة.

## حياته ومسيرته المهنية
ولدّ مينديز في تورنتو، أونتاريو بكندا وترعرع في بيكرينغ، إحدى ضواحي المدينة. هو ابن كارين، وكيلة عقارية، ومانويل مينديز، رجل أعمال. والده من أصول برتغالية (من عائلة من لاغوس)، بينما والدته إنجليزية. أول بداياته مع نشر فيديوهات الأغاني المقلدة تطبيق مشاركة الفيديو الاجتماعي الشهير فاين سنة 2013 وتحصل على الملايين من المشاهدات والمتابعات خلال أشهر، وأصبح مشهور جدًا لمقاطع الستة ثوانٍ من تأديته لأغاني شهيرة عدة. مدير المواهب أندرو غيرلتر اكتشفّ مينديز على الإنترنت في يناير 2014، وأصطحبه إلى آيلاند ريكوردز حيث وقعّ وأطلق أول أغانيه المنفردة في يونيو 2014. مينديز هو أصغر فنان ولأول مرة في أعلى 25 مع أغنيته الأولى في القائمة المئوية لمجلة بيلبورد، محتلاً المرتبة 24 في نهاية الأسبوع 12 يوليو 2014، في الخامسة عشر من عمره.
قبل توقيعه، جال مينديز كعضو في جولة ماغكون جنبًا إلى جنب مع فنانين يافعين آخرين ومشاهير وسائل الإعلام الاجتماعي مثل ناش غراير، كاميرون دالاس، جاك أند جاك، وغيرهم. مينديز كان أيضًا في جولة وطنية رفقة أوستن ماهون كمفتتح وأطلق ألبومه القصير لأول مرة في يوليو، مع ألبوم آخر مقرر صدوره في 2014 وقد ربح جائزة تين تشويس سنة 2014 عن فئة نجم الويب في الغناء.

## ديسكوغرافيا

### ألبوم إستديو
| الاسم                                                       | تفاصيل الألبوم                                                           | مرتبة الذروة | مرتبة الذروة | مرتبة الذروة | مرتبة الذروة | مرتبة الذروة | مرتبة الذروة | مرتبة الذروة | مرتبة الذروة | مرتبة الذروة | مرتبة الذروة | المبيعات                                   |
| الاسم                                                       | تفاصيل الألبوم                                                           | CAN          | AUS          | DEN          | IRE          | NOR          | NZ           | SPA          | SWE          | UK           | US           | المبيعات                                   |
| ----------------------------------------------------------- | ------------------------------------------------------------------------ | ------------ | ------------ | ------------ | ------------ | ------------ | ------------ | ------------ | ------------ | ------------ | ------------ | ------------------------------------------ |
| Handwritten                                                 | - الإطلاق: أبريل 2015 - العلامة: آيلاند - الأشكال: قرص مضغوط، تحميل رقمي | 1            | 18           | 7            | 11           | 1            | 18           | 2            | 4            | 12           | 1            | - كندا: 14,000 - الولايات المتحدة: 147,000 |
| "—" تدل على الألبومات التي لم تحصى أو لم تطلق في ذلك البلد. |                                                                          |              |              |              |              |              |              |              |              |              |              |                                            |

### عروض طويلة
| handwritten                                                 | - الإصدار: 28 يوليو 2014 - العلامة: آيلاند - الشكل: CD، تحميل رقمي | 5 | 36 | 5 | - الولايات المتحدة: 101,000 |
| "—" تدل على الألبومات التي لم تحصى أو لم تطلق في ذلك البلد. |                                                                    |   |    |   |                             |

### أغاني منفردة

#### كفنان رئيسي
| الاسم                                                       | السنة | مرتبة الذروة | مرتبة الذروة | مرتبة الذروة | مرتبة الذروة | مرتبة الذروة | مرتبة الذروة | مرتبة الذروة | مرتبة الذروة | الشهادات                                                         | الألبوم     |
| الاسم                                                       | السنة | CAN          | BEL (FL)     | IRE          | NZ           | SCO          | SWE          | UK           | US           | الشهادات                                                         | الألبوم     |
| ----------------------------------------------------------- | ----- | ------------ | ------------ | ------------ | ------------ | ------------ | ------------ | ------------ | ------------ | ---------------------------------------------------------------- | ----------- |
| "Life of the Party"                                         | 2014  | 9            | 98           | 34           | 6            | 89           | 37           | 99           | 24           | - MC: 2× Platinum - IFPI SWE: Platinum - RIAA: Gold - RMNZ: Gold | Handwritten |
| "Something Big"                                             | 2014  | 11           | —            | —            | —            | 52           | —            | 109          | 80           | - MC: Platinum - RIAA: Gold                                      | Handwritten |
| "Stitches"                                                  | 2015  | 28           | —            | —            | —            | —            | 58           | —            | 69           |                                                                  | Handwritten |
| "—" تدل على الألبومات التي لم تحصى أو لم تطلق في ذلك البلد. |       |              |              |              |              |              |              |              |              |                                                                  |             |

#### كفنان مشارك
| "Oh Cecilia (Breaking My Heart)" (The Vamps featuring Shawn Mendes) | 2014 | 46 | 42 | 13 | 3 | 9 | Meet the Vamps (US version) |
| "—" تدل على الألبومات التي لم تحصى أو لم تطلق في ذلك البلد.         |      |    |    |    |   |   |                             |

#### أغاني منفردة ترويجية
| "Show You"                                                  | 2015 | —  | —  | —   | —  | The Shawn Mendes EP |
| "One of Those Nights"                                       | 2015 | —  | —  | —   | —  | The Shawn Mendes EP |
| "The Weight"                                                | 2015 | 76 | —  | —   | —  | Handwritten         |
| "A Little Too Much"                                         | 2015 | 74 | 50 | 119 | 94 | Handwritten         |
| "Never Be Alone"                                            | 2015 | 49 | —  | —   | —  | Handwritten         |
| "Kid In Love"                                               | 2015 | 69 | —  | —   | —  | Handwritten         |
| "—" تدل على الألبومات التي لم تحصى أو لم تطلق في ذلك البلد. |      |    |    |     |    |                     |

### أخرى
| الاسم                       | السنة | مرتبة الذروة | الألبوم     |
| الاسم                       | السنة | NOR          | الألبوم     |
| --------------------------- | ----- | ------------ | ----------- |
| "Air" (featuring أستريد أس) | 2015  | 40           | Handwritten |

### أغاني مصورة
| السنة | الاسم               | المخرج           |
| ----- | ------------------- | ---------------- |
| 2014  | "Something Big"     | جون جون أغوستوفو |
| 2015  | "A Little Too Much" | بلير إليستاد     |
| 2015  | "Never Be Alone"    | جون جون أغوستوفو |
| 2015  | "Life of the Party" | جون جون أغوستوفو |
| 2015  | "Stitches"          | جون جون أغوستوفو |
| 2015  | "Aftertaste"        | جون جون أغوستوفو |

## جوائز وترشيحات
| Year | Ceremony                          | جائزى                             | ترشح                | النتيجة |
| ---- | --------------------------------- | --------------------------------- | ------------------- | ------- |
| 2014 | Teen Choice Awardsجائزة تين تشويس | خيار فاين                         | شون مينيدز          |         |
| 2014 | Teen Choice Awardsجائزة تين تشويس | خيار نجم الويب: ذكر               | شون مينيدز          |         |
| 2014 | Teen Choice Awardsجائزة تين تشويس | خيار نجم الويب: موسيقا            | شون مينيدز          |         |
| 2015 | جوائز ميلتي فيوتشرز               | جائزة المغني الدولي               | شون مينيدز          |         |
| 2015 | جائزة بوبكراش فان تشويس           | أفضل فنان صاعد                    | شون مينيدز          |         |
| 2015 | جائزة بوبكراش فان تشويس           | أفضل نجم تويتر                    | شون مينيدز          |         |
| 2015 | جوائز جونو                        | الفنان الخارق لهذا العام          | شون مينيدز          |         |
| 2015 | iHeartRadio Music Awards          | أفضل جيش معجبين                   | جيش مينديز          |         |
| 2015 | Canadian Radio Music Awards       | أفضل مغني منفرد أو مجموعة جديدة   | "Life of the Party" |         |
| 2015 | Shorty Awards                     | موسيقيّ فاين                       | شون مينديز          |         |
| 2015 | Radio Disney Music Awards         | أفضل فنان صاعد                    | شون مينديز          |         |
| 2015 | heat's Twitter Awards             | أفضل نجم فاين                     | شون مينديز          |         |
| 2015 | heat's Twitter Awards             | أفضل جيش معجبين                   | الشونيون            |         |
| 2015 | Much Music Video Awards           | أفضل فيديو بوب                    | "Something Big"     |         |
| 2015 | Much Music Video Awards           | معجبين الفيديو المفضل             | "Something Big"     |         |
| 2015 | Much Music Video Awards           | معجبين الفنان أو المجموعة المفضلة | شون مينديز          |         |
| 2015 | Much Music Video Awards           | أكثر كندي مثير                    | شون مينديز          |         |
| 2015 | جائزة تين تشويس                   | خيار الفنان الذكر                 | شون مينديز          |         |
| 2015 | جائزة تين تشويس                   | خيار الأغنية: فنان ذكر            | "Stitches"          |         |

## روابط خارجية
- شون مينديز على موقع IMDb (الإنجليزية)
- شون مينديز على موقع ألو سيني (الفرنسية)
- شون مينديز على موقع ميوزك برينز (الإنجليزية)
- شون مينديز على موقع أول ميوزيك (الإنجليزية)
- شون مينديز على موقع ديسكوغز (الإنجليزية)
- شون مينديز على موقع قاعدة بيانات الفيلم (الإنجليزية)